# Tosa (Kochi)
Tosa (土佐市 -shi) é uma cidade japonesa localizada na província de Kochi.
De acordo com o censo japonês de 2018, a população estimada na cidade era de 26.105 habitantes. Tem uma área total de 91,59 km².
Recebeu o estatuto de cidade a 1 de Janeiro de 1959.

## Cidades-irmãs
- Ebetsu, Japão
- Itatiba, Brasil